# Protettorato del Bechuanaland

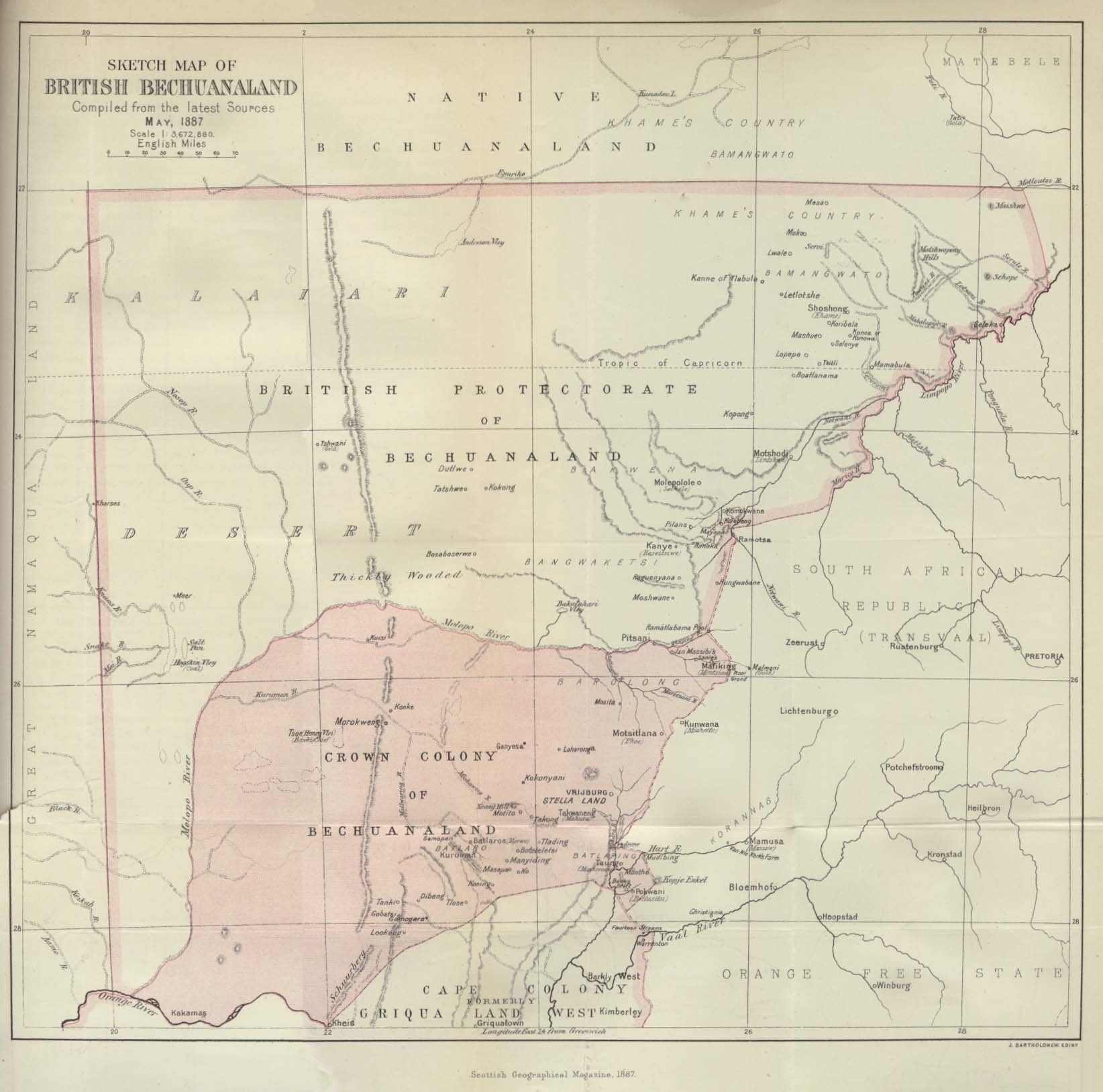
Mappa del 1887 che mostra il Bechuanaland Britannico e il Protettorato del Bechuanaland

Il Protettorato del Bechuanaland è stato un protettorato britannico dal 31 marzo 1885 al 30 settembre 1966, quando il territorio si rese indipendente dal Regno Unito come Repubblica del Botswana.

## Storia
Il Bechuanaland, che significa “Terra dei Bechuana” (con la grafia moderna Batswana o Tswana), era diviso in due parti. La regione meridionale, nota come Bechuanaland britannico, divenne parte della provincia del Capo e attualmente fa parte del Sudafrica. Il protettorato del Bechuanaland corrispondeva invece alla parte settentrionale, alla quale furono poi annessi ulteriori territori nel 1890. Originariamente, le regioni orientali del protettorato erano rivendicate dal Matabeleland.
Inizialmente il governo britannico intendeva affidare l'amministrazione del protettorato al Sudafrica o alla Rhodesia, ma l'opposizione degli Tswana fece mantenere il controllo britannico fino all'indipendenza. Sempre fino all'indipendenza, la capitale era la città sudafricana di Mafeking (oggi Mahikeng), dando origine alla singolare situazione di un territorio amministrato da una capitale al di fuori dello stesso.
Nel 1891 l'amministrazione del protettorato fu affidata all'alto commissario per il Sud Africa; nel 1895 la British South Africa Company, compagnia di Cecil Rhodes, tentò di acquisire la regione, ma la protesta a Londra di tre capi tribù Tswana fece rientrare il progetto. Anche alcuni tentativi successivi non sortirono effetti.
Il Bechuanaland era assieme al Basutoland (oggi Lesotho) e allo Swaziland uno dei territori dell'alto commissariato: la funzione di alto commissario fu ricoperta prima dal governatore della provincia del Capo, poi dal governatore generale del Sudafrica e poi da commissari e governatori britannici in Sudafrica fino all'indipendenza.
| Controllo di autorità | VIAF (EN) 127257445 · BAV 494/31819 · LCCN (EN) n79079502 · BNF (FR) cb153263978 (data) · J9U (EN, HE) 987013003157505171 |